# Niels Rasmussen
Niels Rasmussen (5 de octubre de 1995) es un deportista danés que compite en ciclismo de montaña en la disciplina de campo a través. Ganó una medalla de plata en el Campeonato Mundial de Ciclismo de Montaña de 2015, en la prueba por relevos.

## Palmarés internacional
| Campeonato Mundial | Campeonato Mundial | Campeonato Mundial | Campeonato Mundial         |
| Año                | Lugar              | Medalla            | Competición                |
| ------------------ | ------------------ | ------------------ | -------------------------- |
| 2015               | Vallnord (Andorra) | Medalla de plata   | Campo a través por relevos |